# Sille István
Sille István (Ungvár, 1943. október 11. –) magyar diplomata. Nős, felesége Gargya Mária. Egy gyermekük van.

## Életpályája
Szüleivel 1945-ben Nyíregyházára, majd Budapestre költözött. Itt végezte középiskolai tanulmányait a Kölcsey Ferenc Gimnáziumban. 1962–1966 között a Budapesti Corvinus Egyetem Ipari Karának közlekedési szakán szerzett diplomát, majd 1968-ban közgazdaságtudományi doktori címet. Diplomájának megszerzése után a MÁV Nyugati pályaudvar Állomásfőnökségén, majd a MÁV Vezérigazgatóságán dolgozott üzemszervezőként. Ezt követően az Országos Tervhivatal Közlekedési és Hírközlési Főosztályán volt főelőadó.
1977-től az Országos Idegenforgalmi Tanács Nemzetközi Osztályának vezetője. Számos kormányszintű idegenforgalmi delegációt vezetése külföldön és itthon. Az OIT átszervezése után a Belkereskedelmi Minisztérium Országos Idegenforgalmi Főosztályán osztályvezető helyettes. 1980-tól a Külkereskedelmi Minisztérium protokollfőnöke. 1983-tól a Volánpack Vállalat kereskedelmi igazgatója, megszervezi a vállalat külkereskedelmi tevékenységét, osztrák és német cégekkel közös vállalkozásokat hoz létre. 1987–1989 között a Miniszterelnöki Hivatal Nemzetközi Gazdasági Kapcsolatok Tanácsában az idegenforgalom, a bel- és külkereskedelem terén dolgozik tanácsosi rangban. Átszervezése után a Kereskedelmi Minisztérium Idegenforgalmi Főosztályán osztályvezető. Három évig a Hunaroma osztrák–magyar élelmiszeripari aromagyártó Kft. ügyvezető igazgatója. 1991-től az Állami Vagyonügynökségen az állami vállalatok átalakításával foglalkozik. 1993 és 2000 között a Hungarocamion Rt.-nél a cég külföldi vegyes vállalkozásainak felügyeletével, ellenőrzési és átalakítási feladataival foglalkozik. 1995-től a Magyar Köztársaság nagykövetsége kereskedelmi kirendeltségén Teheránban a Hungarocamion képviselője. 1999-ben a Hungarocamion képviselője Makedóniában és Koszovóban. 2001-ben a Pénzügyminisztérium osztályvezetője. 2001–2006 között a Külügyminisztérium és a Gazdasági és Közlekedési Minisztérium diplomatája, külgazdasági attasé Bosznia-Hercegovinában, a szarajevói magyar nagykövetségen. 2006 óta időszakos diplomáciai feladatokat lát el Brüsszelben, az Európai Unió mellett működő Állandó Magyar képviseleten, a bukaresti és a pekingi magyar nagykövetségeken. 2006 óta a SIGMI PROTOKOLL Központ Kft.. ügyvezető igazgatója.

### Protokoll szakértői tevékenysége
1982-ben a Magyar Kereskedelmi Kamarával megszervezi az első professzionalista protokoll tanfolyamokat.
- Szakkönyvek:
  - Az etikett és a protokoll kézikönyve,[1] az elmélettől a gyakorlatig, itthon és külföldön  (Külkereskedelmi Minisztérium Oktatási Központja, majd 1988-ban a Közgazdasági és Jogi Könyvkiadó jelentette meg). A könyv azóta Illem, etikett protokoll címmel, ötször felújítva és átdolgozva, a jogutód Akadémiai Kiadó gondozásában 2008 végén a 12. kiadásban jelent meg és minden egyetemen és főiskolán oktatási alapanyagként használatos.
  - Hostess kézikönyv (1993, 2006).
  - Menedzserasszisztensek, titkárnők, titkárok kézikönyve (1995).
  - Titkári kézikönyv (2000).
  - Protokoll kézikönyvek több vállalat és szervezet számára.
- Oktatási filmek: 
  - Illem és protokoll menedzserek számára (1991);
  - Illem, protokoll az üzleti életben, távoktatási tananyag (Magyar Telecom számára, 2008).

- Oktatás a viselkedéskultúra, protokoll, etikett témájában 1982 óta:

Corvinus Egyetem (Budapest),
Pécsi Tudományegyetem Közgazdaságtudományi Kar, 
Eötvös Loránd Tudományegyetem,
Magyar Tudományos Akadémia, 
	Alkotmánybíróság, 
Külkereskedelmi Minisztérium Oktatási Központja,
Ipari Szakmai Továbbképző Intézet (Budapest, Göd, Iklad stb.),
Külkereskedelmi és Vendéglátóipari Főiskola, 
	MÁV Tisztképző Intézet,
Volán Vállalatok Központja, 
	IBUSZ,
	Generalimpex, 
	Agrobank
	Borsodi Vegyiművek, 
	Opel (Szombathely), 
	MOL,
	 OKTÁV, Forrai Magániskola,
Római-parti Akadémia, 
	TTIT, 
	Testnevelési Főiskola stb.
- Külföldön:

Enschede Egyetem (Hollandia),
Norfolk Egyetem (USA),
Bosznia-Hercegovina Külkereskedelmi Kamarája (Szarajevó),
Brcsko Körzet Kormányhivatala (Bosznia-Hercegovina).
- Tiszteletbeli felkérések:

A Protokolltanárok Országos Egyesülete által szervezett Országos Protokoll verseny 	döntőjében a zsűri elnöke (2005–2008),
	Regionális középiskolai protokoll versenyek (Győr) elnöke (2002–2009).

### Kapcsolata a sporttal
Gimnazista korában kajakozott, az ifjúsági bajnokságban több rövid- és hosszú távú versenyen szerzett érmeket. Kedvenc sportjai még az úszás, a síelés és a természetjárás.

### Nyelvismeret
Angol, orosz, német és perzsa nyelvből felsőfokú, francia nyelvből középfokú vizsgával rendelkezik, tárgyalási szintű ismeretekkel és gyakorlattal.

### Fordítási tevékenység
Közlekedési szakkönyvek és szakcikkek fordítása angol, orosz, német nyelvről. Vers- és novellafordítások angol, német, francia, orosz, perzsa nyelvről.